# Neocordyloporus falcatus
Neocordyloporus falcatus är en mångfotingart som först beskrevs av Carl Graf Attems 1929.  Neocordyloporus falcatus ingår i släktet Neocordyloporus och familjen Chelodesmidae. Inga underarter finns listade i Catalogue of Life.